# Radpanzer

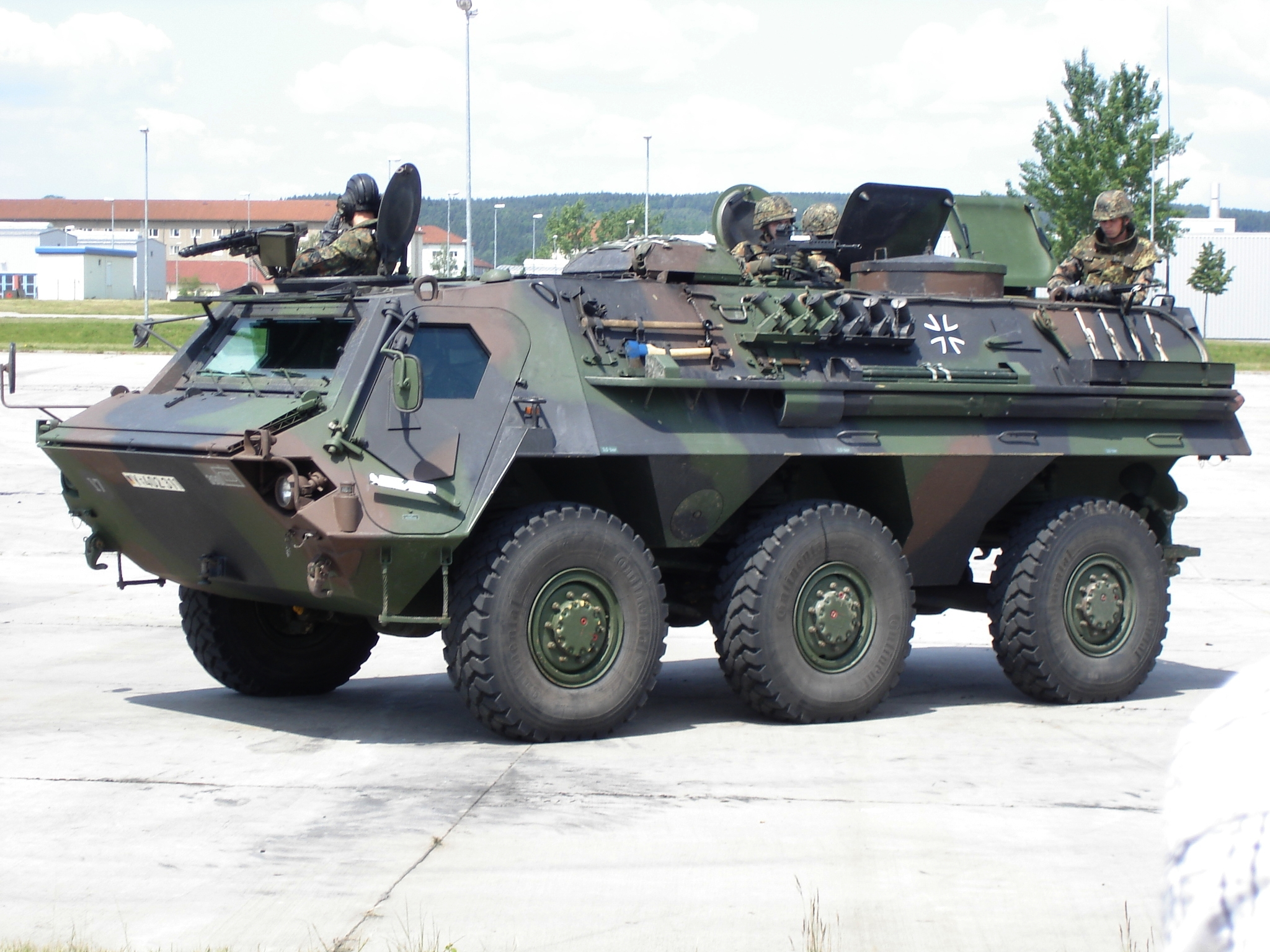
Radpanzer Fuchs mit Pionierrüstsatz

Radpanzer sind gepanzerte Militärfahrzeuge, die meist auf einem geländegängigen Fahrwerk mit zwei bis vier Rädern je Fahrzeugseite aufgebaut sind. Fokus dieser Fahrzeugklasse ist Geschwindigkeit, geringere Kosten als bei einem Kettenfahrzeug und eine ausreichende Panzerung gegen Infanteriewaffen und Sprengkörper. Unterschieden werden diese in Radschützenpanzer, Radspähpanzer, Radtransportpanzer, Radkampfpanzer und abgewandelt aus den Fahrgestellen ABC-Spürpanzer, Gefechtsstandpanzer, Sanitätspanzer u. a. Die meist nur gegen leichten Beschuss gesicherten Fahrzeuge werden vorwiegend von Dieselmotoren angetrieben.
Die Besatzung besteht in der Regel aus einem Fahrer und abhängig von der Bewaffnung aus einem Richtschützen. Kommandant ist der Gruppenführer, der aber mit der Gruppe absitzt, formal übernimmt diese Aufgabe dann der Richtschütze.
Zu unterscheiden von Radpanzern sind geschützte Fahrzeuge, Panzerwagen und Panzerspähwagen.

## Historie
In der Zeit zwischen Erstem und Zweitem Weltkrieg wurden viele technische Fortschritte in der Fahrzeugtechnik erreicht. Mehrere Nationen begannen mit der technischen Weiterentwicklung vom Panzerwagen zum Panzerspähwagen und frühen Formen der Radpanzer. Hierbei stellten jedoch bis zum Ende des Zweiten Weltkrieges die Panzerspähwagen die Masse der gepanzerten Radfahrzeuge.

## Eigenschaften

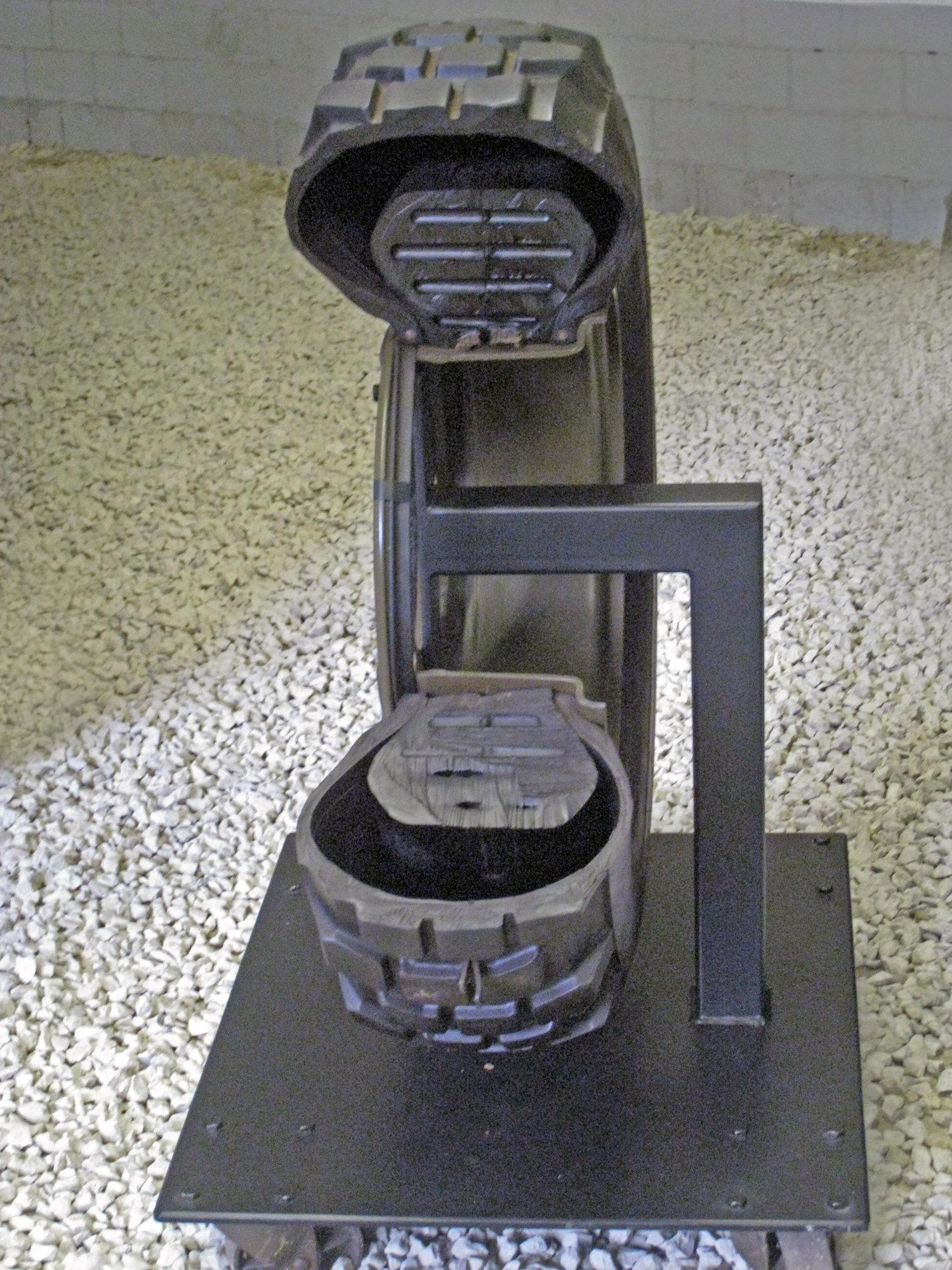
Schnittmodell eines Runflat-Reifens eines Mowag Piranha

Im Vergleich zu den Laufwerken von Kettenfahrzeugen erzeugen die Reifen von Radpanzern eine größere Flächenlast. Daher können die Fahrzeuge, um eine vergleichbare Geländetauglichkeit zu erreichen, nur ein deutlich geringeres Gefechtsgewicht haben. Zur Steigerung der Geländefähigkeit werden oft Reifendruckregelanlagen eingesetzt. Der im Vergleich zu Kettenlaufwerken geringere Reibungswiderstand reduziert den Kraftstoffverbrauch bei wesentlich höherer Geschwindigkeit und ermöglicht insbesondere auf befestigten Straßen eine größere taktische Reichweite bei höheren Durchschnittsgeschwindigkeiten. Runflat-Reifen ermöglichen im Falle eines Reifenschadens die Weiterfahrt mit verminderter Geschwindigkeit. Radpanzer weisen einen wesentlich günstigeren Instandsetzungsaufwand und geringere Kosten auf.
Radpanzer sind im Vergleich zu Kettenpanzern wegen der fehlenden Laufwerke und den kleineren Motoren deutlich leiser und können wesentlich später akustisch wahrgenommen werden. Da sie den Untergrund weniger belasten, hinterlassen sie weniger charakteristische, teils in der Luftaufklärung auffallende Spuren und weniger Flurschäden auch auf Straßen. Dies macht sie zu geeigneten Fahrzeugen auch in der asymmetrischen Gefechtsführung und in Gelände mit weichem Untergrund. Zudem erkennen vibrationsausgelöste Panzerabwehrminen Radpanzer oft nicht als solche. Aufgrund dieser Eigenschaft und wegen der leichteren Panzerung eignen sich Radfahrzeuge bevorzugt als Transportpanzer sowie für die Militärische Aufklärung und Patrouillenfahrten. Zur Steigerung der Geländegängigkeit sind viele Radpanzer Schwimmpanzer und haben einen Allradantrieb.

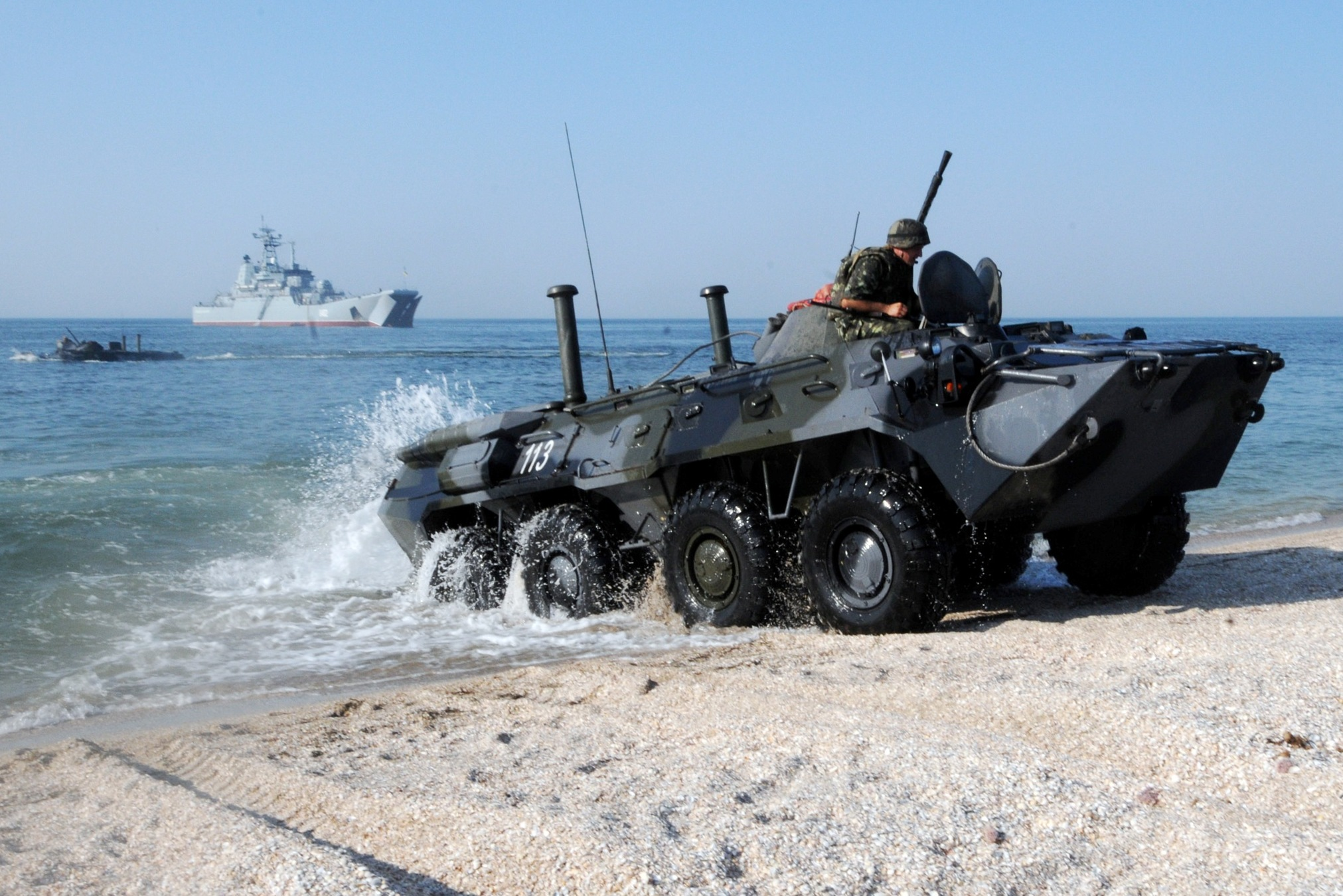
BTR-80 während eines Landungsmanövers

Die Entwicklung von multifunktionalen Vielradpanzern ist aufgrund der geringeren technologischen Komplexität deutlich günstiger und dadurch insbesondere für Länder mit kleinem Verteidigungsetat wirtschaftlich interessant.

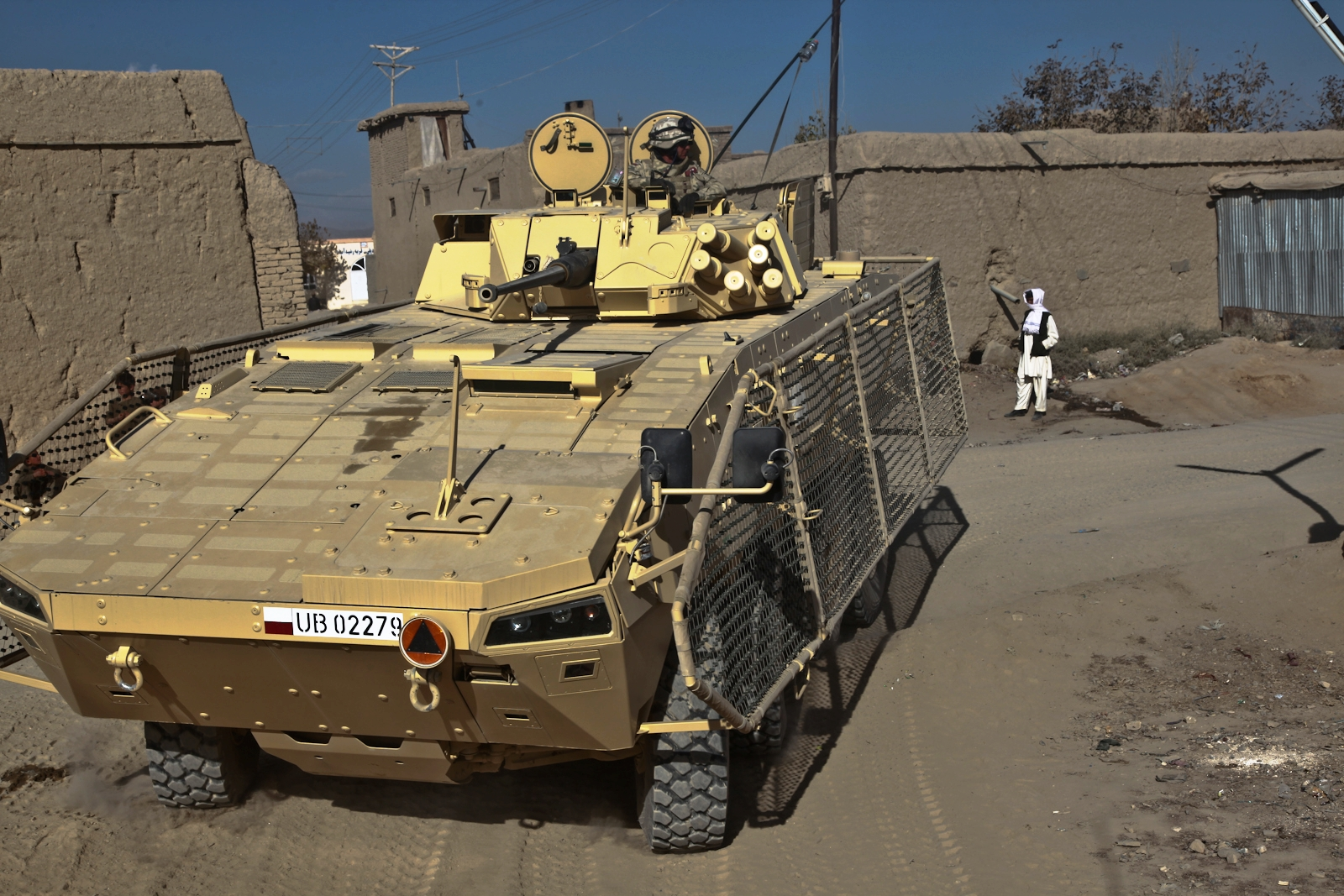
Polnischer KTO Rosomak in Afghanistan

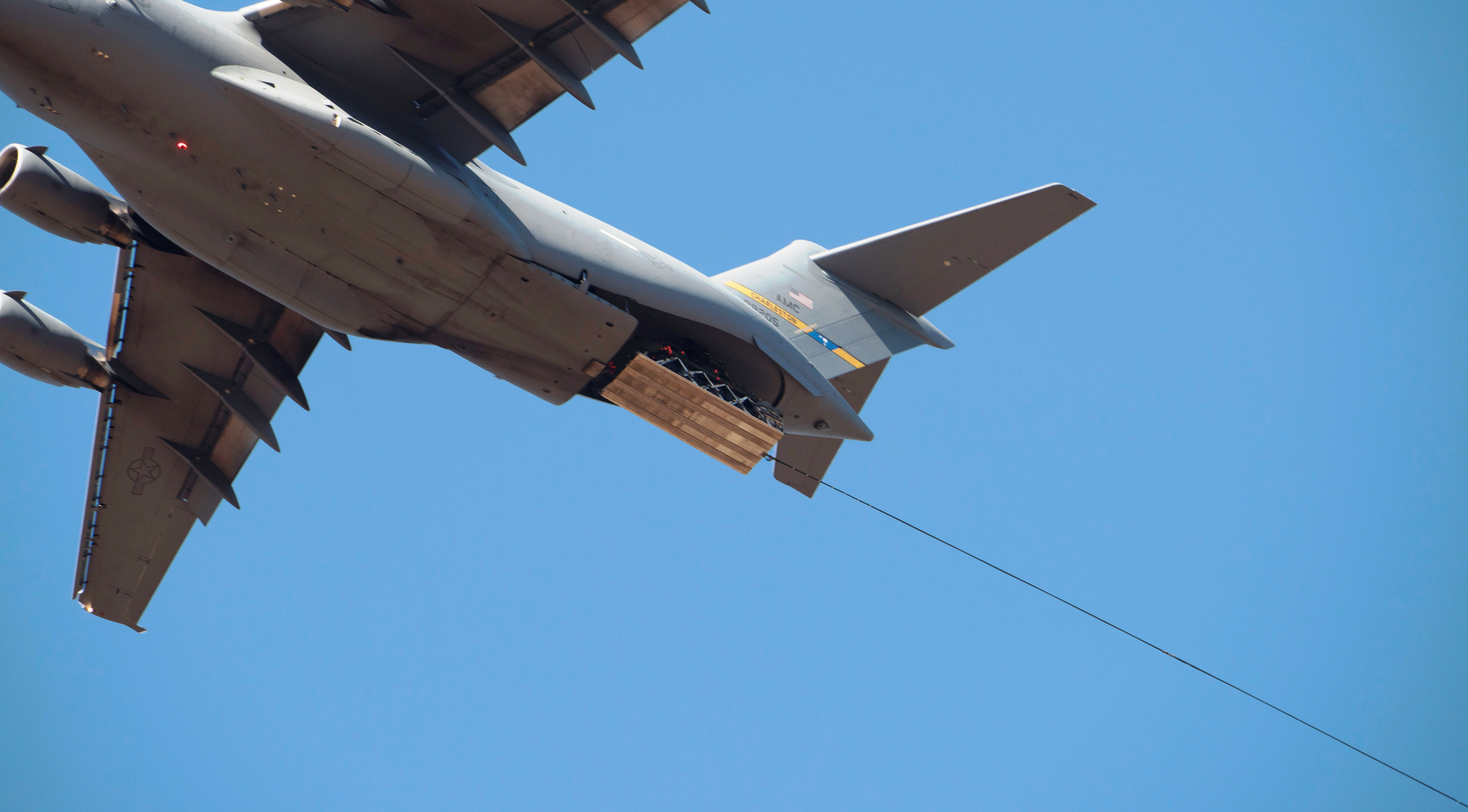
Luftlandepanzer LAV-25 wird aus einer C-17 abgeworfen

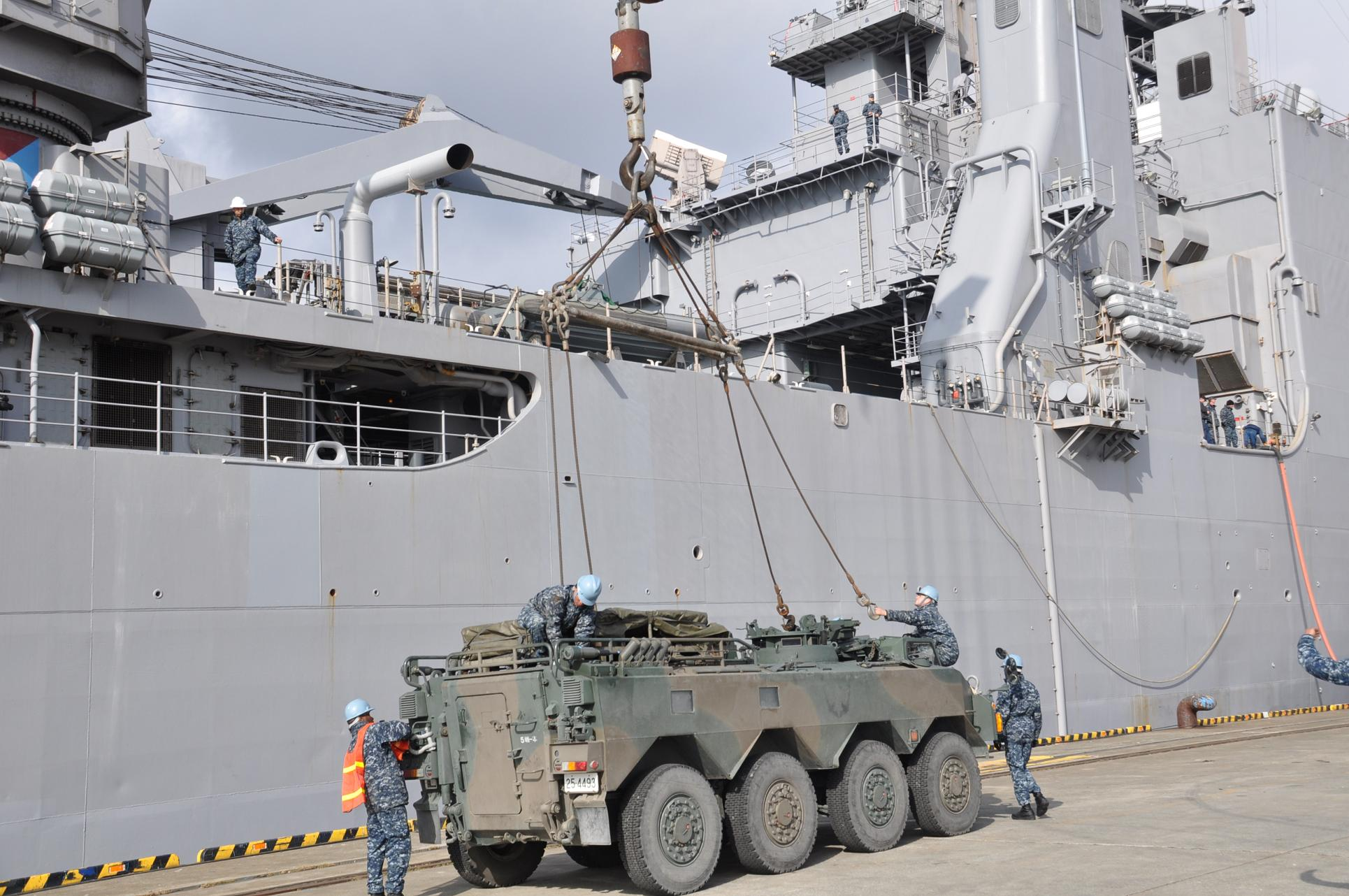
Kranverladung eines Typ 96

Nach dem Ende des Kalten Krieges verringerte sich die Gefahr eines konventionellen, motorisierten Landkrieges großer Panzertruppen und damit der Bedarf nach schweren Kampfpanzern. Aus der asymmetrischen Kriegsführung und der zunehmenden weltweiten Krisenintervention in gebirgigen und urbanen Einsatzgebieten resultiert hingegen ein steigender Bedarf nach gepanzerten Radfahrzeugen. Denn diese sind im Vergleich zu schweren Kampfpanzern luftverladbarer und eher zum Befahren von Brücken mit begrenzter Tragkraft geeignet und haben eine größere operative Beweglichkeit. Zudem wirken Radpanzer im Vergleich zu Kettenpanzern deeskalierender, was insbesondere bei Friedensmissionen von Bedeutung sein kann.
Die künftige Bedeutung dieser Fahrzeugklasse für die größeren Nationen wird sich voraussichtlich durch die Erkenntnisse aus dem im Februar 2022 eskalierten Krieg zwischen Russland und der überfallenen Ukraine bestimmen.

## Besonderheiten
Radpanzer sind im Vergleich zu Kettenpanzern wesentlich kostengünstiger in der Anschaffung und im Unterhalt. Das hat dazu geführt, dass Radpanzer immer mehr Aufgabenbereiche von Kettenpanzern übernehmen und dass viele Staaten ihre gesamten gepanzerten Streitkräfte auf Radpanzer umgestellt haben. Dazu zählen die meisten afrikanischen Staaten und viele Staaten Südamerikas und Asiens. Auch bei Streitkräften der NATO erweist sich der Radpanzer zunehmend als wertvolles Kampfgerät, vor allem bei Einsätzen innerhalb des urbanen Umfeldes. Die Sowjetarmee machte diese Erfahrung bereits während der Intervention in Afghanistan. Dies führte zur Entwicklung von Radpanzern wie dem BTR-80.

## Einsatzzwecke
- Truppentransporter Infanterie
- Gefechtsfeldaufklärung
- Patrouillenfahrzeug
- Jagdpanzer-Rakete
- Pionier-Truppentransportfahrzeug
- Flugabwehrpanzer und Flugabwehrführungsfahrzeug
- Führungs- und Gefechtsstandfahrzeug
- ABC-Spürfahrzeug
- Artilleriebeobachtung/FAC
- Mörserträger
- Sanitätsfahrzeug

## Galerie

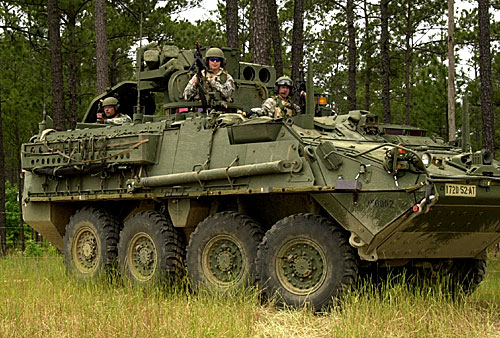
Stryker Armored Vehicle
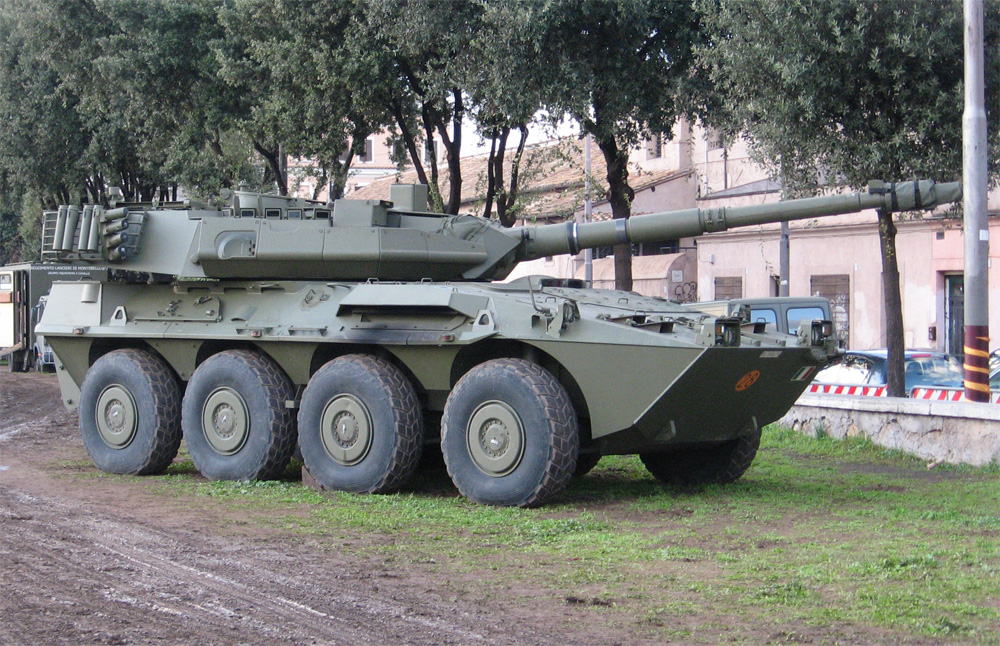
Centauro
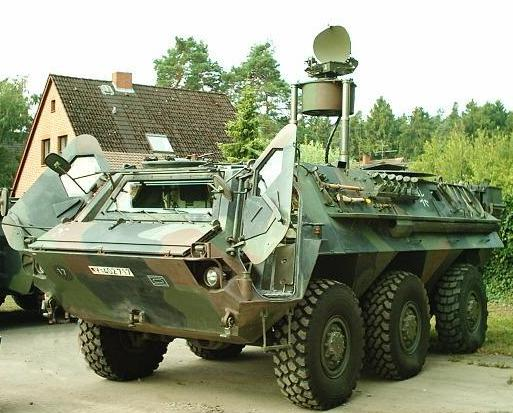
Transportpanzer Fuchs
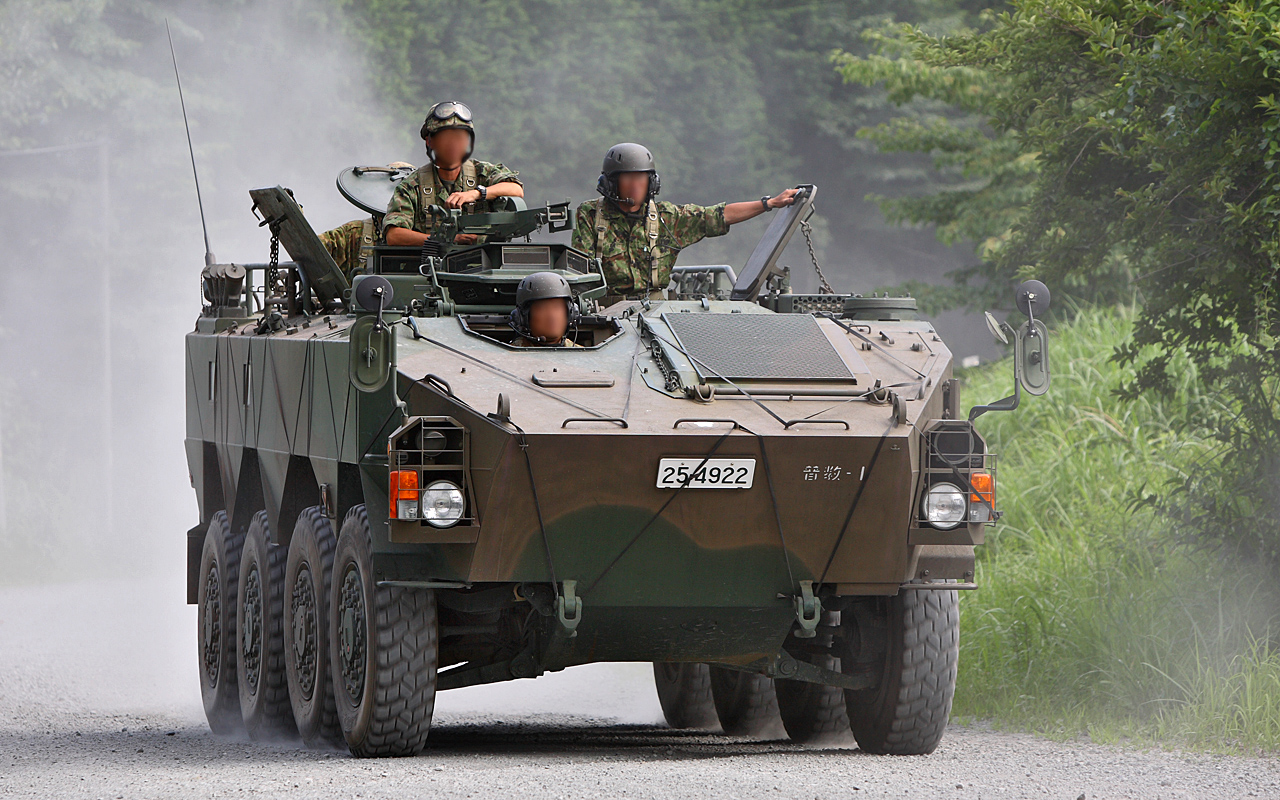
Typ 96
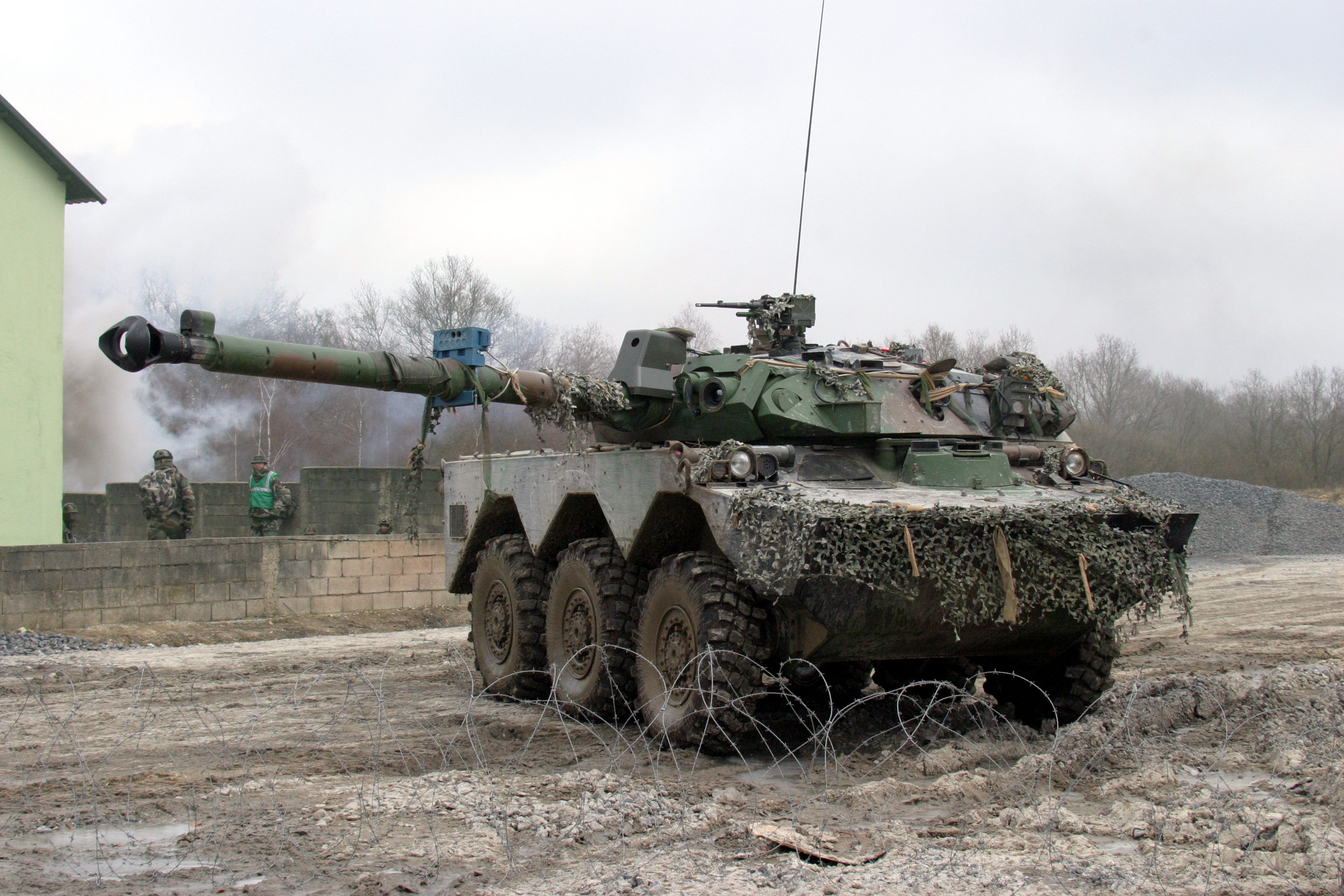
AMX-10 RC
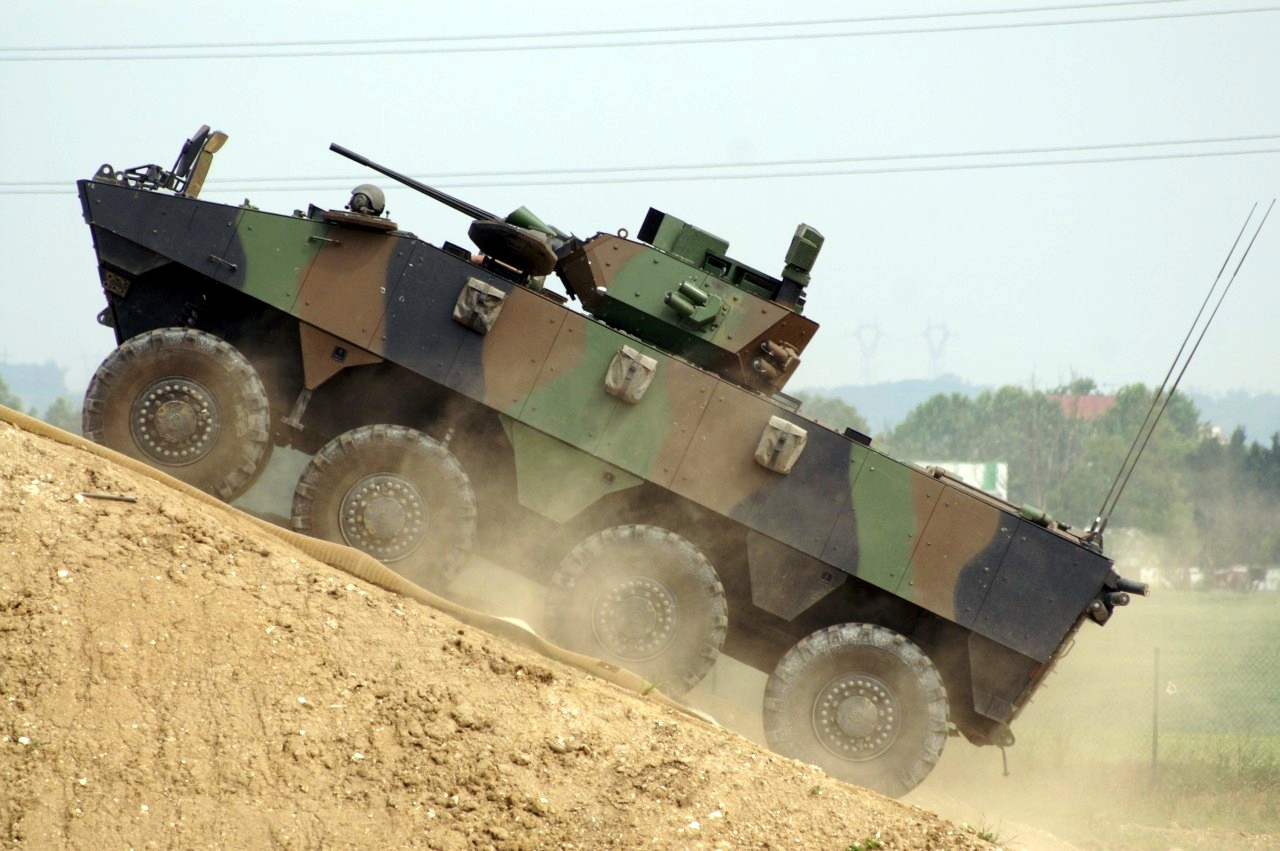
VBCI
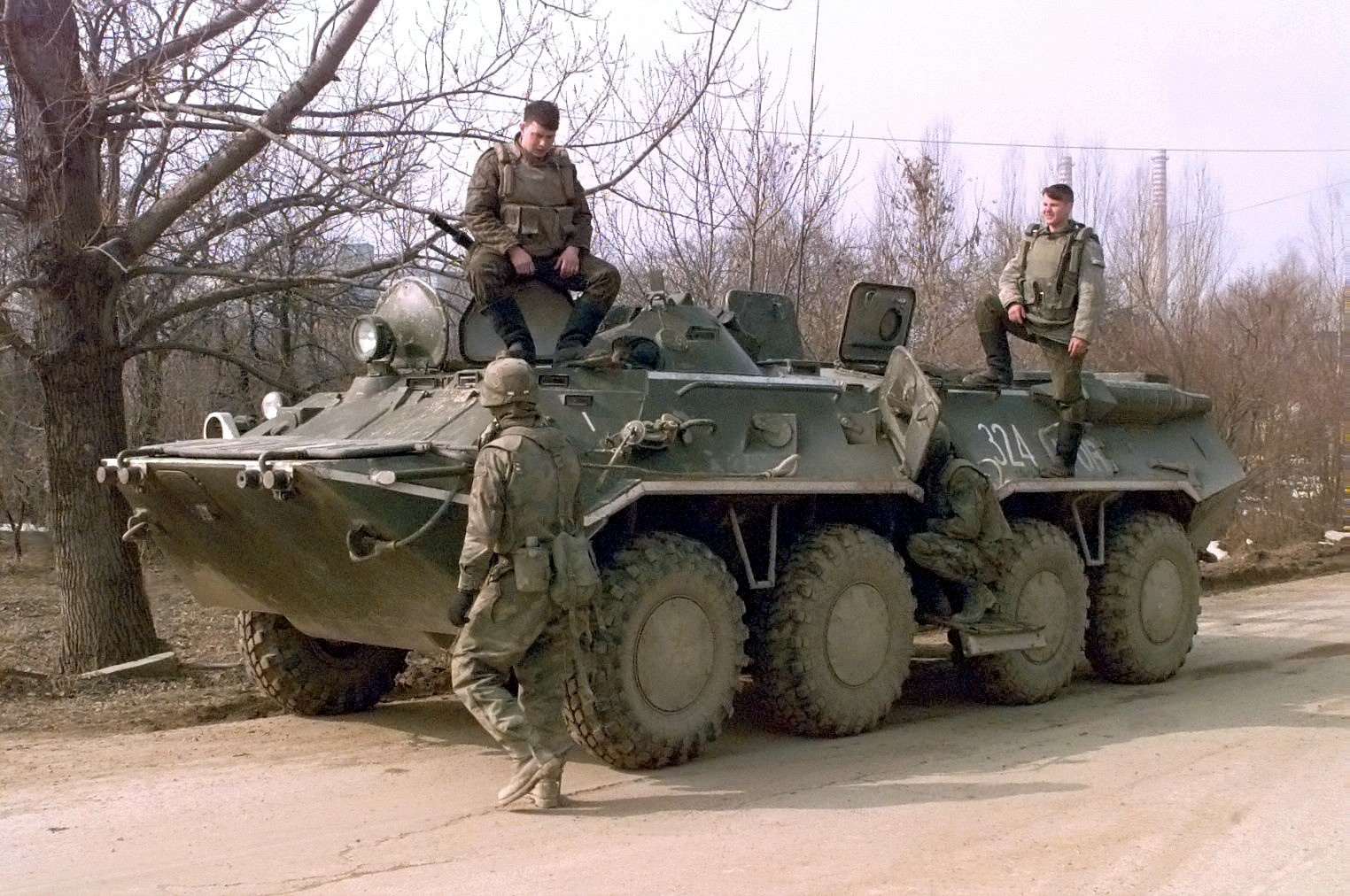
BTR-80
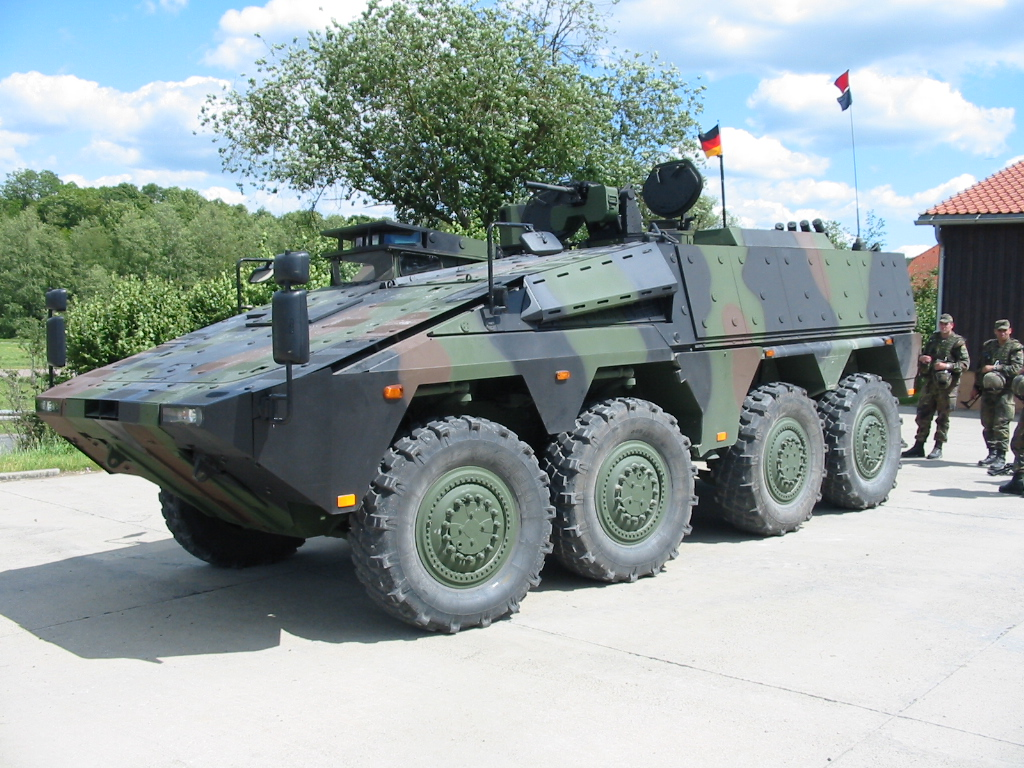
GTK Boxer Infanterie-Gruppenfahrzeug
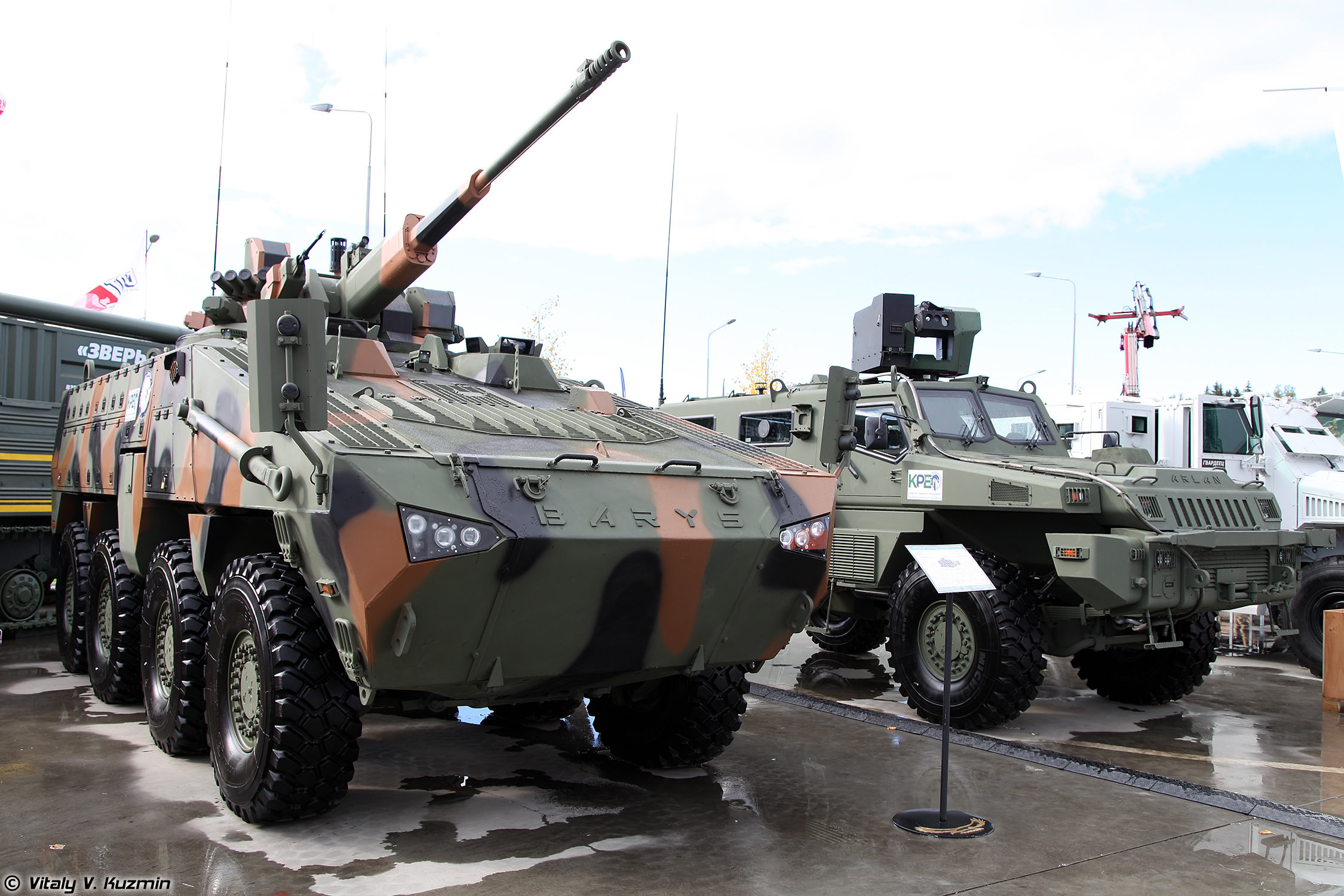
Barys